# 事業廢棄物
事業廢棄物（英語：Business waste）包括工業廢料（英語：Industrial waste）和商業廢料（英語：Commercial waste），是事業單位產生之廢棄物，可分為「有害事業廢棄物」及「一般事業廢棄物」二類。

## 法律
2012年11月28日修正公布的中華民國《廢棄物清理法》，第二條對有害事業廢棄物及一般事業廢棄物的定義如下：
- 有害事業廢棄物：由事業所產生具有毒性、危險性，其濃度或數量足以影響人體健康或污染環境之廢棄物。
- 一般事業廢棄物：由事業所產生有害事業廢棄物以外之廢棄物。